# Cerithidea cingulata
Cerithidea cingulata is een slakkensoort uit de familie van de Potamididae. De wetenschappelijke naam van de soort is voor het eerst geldig gepubliceerd in 1791 door Gmelin.